# Amedeo Pariante
Amedeo Pariante (Napoli, 20 aprile 1915 – Roma, 11 novembre 2005) è stato un cantante e chitarrista italiano.

## Biografia
Figlio d'un sarto e ultimo di sei figli, iniziò la carriera come filodrammatico sul palcoscenico di un teatrino del Vomero. Nel 1935 fu coscritto per la Guerra d'Etiopia e combatté in Abissinia. Nel 1941, poco prima di essere richiamato alle armi per la Seconda Guerra mondiale, vinse il concorso nazionale per artisti bandito dalla Radio italiana.
Di questo periodo furono le sue interpretazioni di Na sera 'e maggio (1938) e Villa triste (1941).
Alla fine della Seconda guerra mondiale si esibì spesso al Salone Margherita, durante l'epoca d'oro del varietà e della rivista. Nel 1945 partecipa alla rivista Il lutto si addice all'elettricità, con Agostino Salvietti e Eva Nova. Un suo successo di quell'anno fu la famosa canzone Munasterio 'e Santa Chiara.

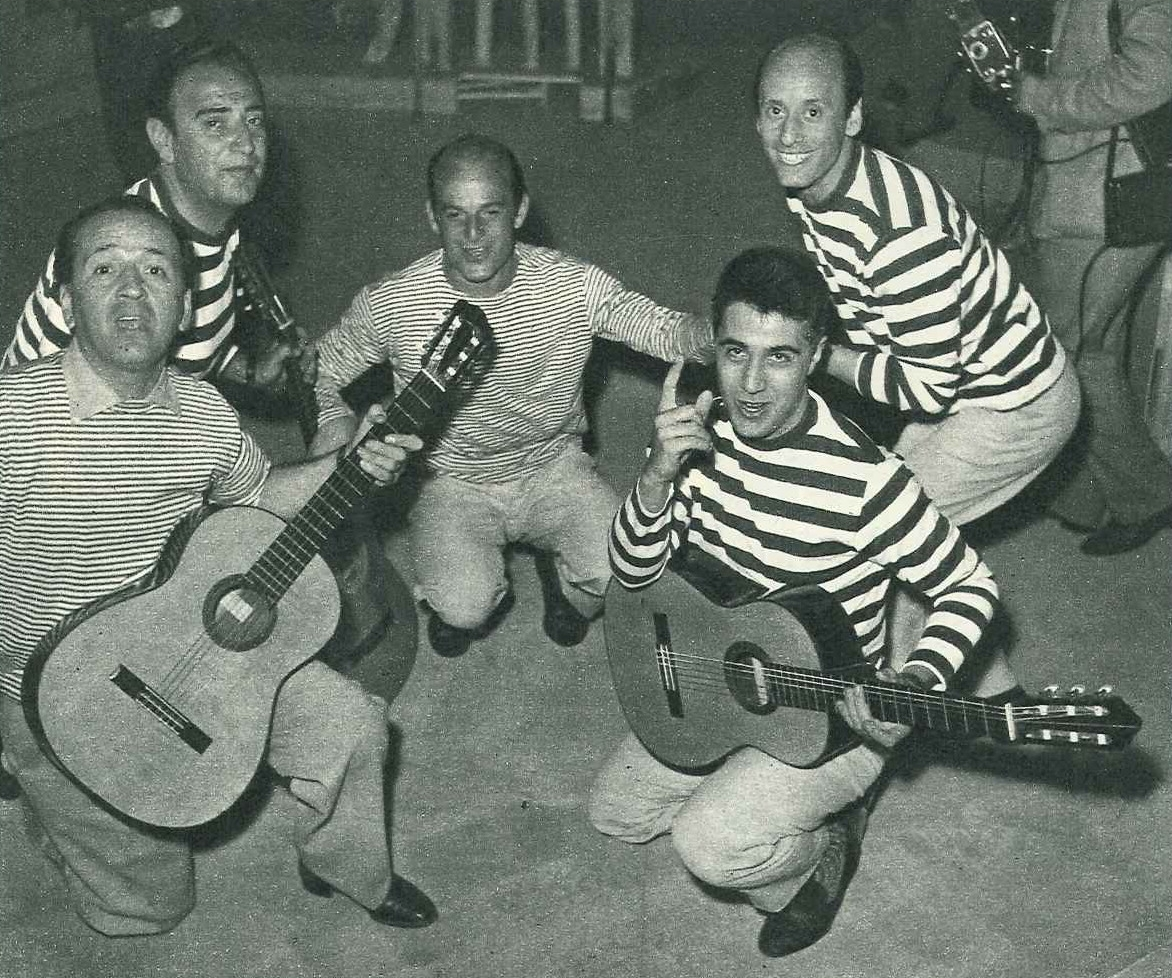
I cinque chitarristi del Festival di Napoli 1957: da sinistra, Amedeo Pariante, Ugo Calise, Armando Romeo, Fausto Cigliano e Sergio Centi

Tra le canzoni delle quali fu il primo interprete, si ricordano: Tu ca me fai suffrì (1944), Acquarello napoletano (1947), Pusilleco 'nsentimento (1949), Canzona amalfitana (1952), 'O filobus (1953) e Giuvanne cu' 'a chitarra (1955), che dopo pochi mesi divenne un grande successo di Renato Carosone.
Fu grande amico di Eduardo De Filippo e di Antonio De Curtis in arte Totò che negli anni ‘50 gli affidò la sua canzone “Ddoie strade”, di cui Amedeo è stato primo interprete.
Nel 1957 partecipò al Festival di Napoli, facendo il riepilogo delle canzoni che erano state cantate durante la gara, insieme agli altri chitarristi Armando Romeo, Ugo Calise, Sergio Centi e Fausto Cigliano.
Nel gennaio 1960 sposa Maria Teresa Piga dalla cui unione nascono Monica Pariante e Rosanna Pariante.
Nel 1962 Amedeo si trasferisce per un anno in Inghilterra fra Londra e Sheffield, dove si esibisce nei teatri. 
Negli anni settanta conosce Marisa Laurito e Roberto De Simone, per cui recita in La festa di Piedigrotta.
Fu anche grande amico di Giuseppe Marrazzo e Antonio Lubrano che negli anni ‘80 lo intervista nella sua trasmissione “mi manda Lubrano” (Mi manda Raitre) su Raitre insieme a Pino Daniele, mettendo a confronto i loro due mondi: la canzone napoletana classica e quella moderna.
Nel 1988 partecipa con un cameo al film di Luigi Magni “il generale” con Franco Nero.
Rimasto vedovo nel 1996 si trasferisce a Roma, dove rimane fino alla morte, avvenuta nel 2005.

## Discografia

### Singoli
- 1946 – Tu ca me fai suffrì/Suonno 'e gioventù (Fonit, 12335)
- 1946 – Io 'na chitarra e 'a luna/Trasmette Napoli (Fonit, 12358)
- 1946 –  Hanno rapito madonna luna/Serenata serena (Fonit, 12361)
- 1948 – 'E spingole frangese!/Suspiranno (Fonit, 12812)
- 1948 – Carmela/I' te vurria vasa'!... (Fonit, 12813)
- 1948 – Scalinatella/Marearena (Fonit, 12814)
- 1948 – Acquarello napoletano/Nuttata (Fonit, 12816)
- 1949 – 'O vico/Me so' nbriacato e sole (Fonit, 13187)
- 1949 – Vocca 'e rose/Nun se pigliasse collera (Fonit, 13188)
- 1950 – Vicoletti di Toledo/Quatte gradelle (Fonit, 13415)
- 1950 – Palazziello/Surrient d''e nammurate (Fonit, 13418)
- 1950 – Povera carruzzella/Duie passe p''a riviera (Pathé, MG 126)
- 1950 – Canzona amalfitana/Scapricciatiello (Pathé, MG 292)
- 1957 – Io mammete e tu/Chella llà (Philips, P 63161 H)
- 1957 – L'ultimo raggio 'e luna/Lazzarella (Philips, P 63276 H)
- 1957 – Guaglione/Suspiranno 'na canzone (Philips, 363 196 PF)

### EP
- 1957 – Io mammete e tu/Scetate!/Chella llà/'A casciaforte (Philips, 421 814 PE)
- 1958 – Torna a Surriento/Core 'ngrato/Anema e core/Comme facette mammeta (Philips, 421 865 PE)
- 1958 – Serenata pe' ce spassà/'A sunnambula/Nanassa/Tu vuo' fa' l'americano (Philips, 421 858 PE).